# Nikolaos Kleitos
Nikolaos „Nikos“ Kleitos (griechisch Νικόλαος Κλείτος; * 1929 in Serres, Zentralmakedonien; † 10. April 2024) war ein griechischer Politiker der Nea Dimokratia (ND), der Mitglied des Parlaments sowie zwischen 1991 und 1992 Innenminister war.

## Leben
Nikolaos „Nikos“ Kleitos absolvierte ein Studium an der Fakultät für Rechtswissenschaften und Wirtschaftswissenschaften der Aristoteles-Universität Thessaloniki. Er wurde bei der Wahl vom 17. November 1974 für die Nea Dimokratia (ND) erstmals zum Mitglied des Parlaments (Βουλή των Ελλήνων) gewählt und vertrat in diesem mit kurzen Unterbrechungen bis zum 11. September 1993 den Wahlkreis Serres. Nachdem er zwischen dem 11. April 1990 und dem 8. August 1991 Vize-Innenminister war, wurde er am 8. August 1991 als Nachfolger von Sotirios Kouvelas selbst Innenminister im Kabinett Konstantinos Mitsotakis und bekleidete dieses Ministeramt bis zu seiner Ablösung durch Ioannis Kefalogiannis am 3. Dezember 1992. 1993 trat er aus der Nea Dimokratia aus und wurde Mitglied der nationalistischen Partei Politiki Anixi, die der ehemalige ND-Politiker und Außenminister Andonis Samaras im Streit um den Namen Mazedonien im Juni 1993 gegründet hatte.
Seine Tochter ist die Journalistin Lina Kleitos.